# Índice para una Vida Mejor
El Índice para una Vida Mejor (en inglés, Better Life Index, o BLI) es un índice económico-social creado por la OCDE en 2011. El Índice para una Vida Mejor permite a las personas comparar los países según sus propias preferencias a través de 11 criterios considerados como esenciales para el bienestar de la población.
El Índice para una Vida Mejor se encuadra en el marco del programa de la OCDE "The Better Life Initiative" (Iniciativa para una Vida Mejor), puesto en marcha en mayo de 2011. Esta iniciativa se apoya en el informe de la Comisión Stiglitz-Sen-Fitoussi sobre la medición del rendimiento económico y del progreso social.
El Índice comprende los 34 países miembros de la Organización para la Cooperación y el Desarrollo Económicos (OCDE) –la cual reúne a la mayoría de las economías desarrolladas del mundo y varias economías emergentes–, y algunos más.

## Criterios
El Índice para una Vida Mejor analiza los siguientes 11 criterios o dimensiones del bienestar:
1. Vivienda: condiciones de la vivienda, número de habitaciones por persona y gasto relativo en vivienda.
2. Ingresos: ingresos de la unidad familiar (después de impuestos) y riqueza financiera
3. Empleo: salarios, seguridad laboral y desempleo
4. Comunidad: calidad de la red de apoyo social de las personas
5. Educación: años de educación, logros educativos y competencias de los estudiantes
6. Medio ambiente: calidad del mediomabiente, contaminación, calidad del agua
7. Compromiso cívico: confianza en las instituciones públicas, transparencia democrática, participación electoral
8. Salud: esperanza de vida, nivel de salud percibida
9. Satisfacción: nivel de satisfacción con la vida
10. Seguridad: sentimiento de seguridad al caminar a solas por la noche, tasa de homicidios
11. Equilibrio vida-trabajo: exceso de horas de trabajo, tiempo dedicado al ocio y el cuidado personal

No están incluidos sin embargo algunos otros factores que también suelen ser considerados como importantes, como son la igualdad, la natalidad, o la religión. Los responsables del índice señalaron la posibilidad de incluirlos en el futuro.